# 김창조
김창조(金昌祖, 1865년 ~ 1919년)는 조선 시대 가야금 산조 명인이다. 전남 영암에서 태어났다. 본관은 김해이다. 
시나위가락에 판소리가락을 도입하여 오늘날과 같은 가야금산조의 틀을 만들었다. 김창조의 가야금산조는 한성기(韓成基)· 최옥산(崔玉山)· 김병호(金炳昊) 등이 전수하여 그 맥을 잇고 있다.  